# نبرد میمیگاوا
نبرد میمیگاوا (انگلیسی: Battle of Mimigawa) یک نبرد بین خاندان اوتومو و خاندان شیمازو در جنوب ژاپن بود.